# Vodní lyžování
Vodní lyžování (anglicky: Waterskiing) je individuální vodní sport prováděný na speciálních lyžích. Hnací silou lyžaře je tažný člun nebo speciální vlek. Pro úspěch je nutná dostatečná rychlost a výborná koordinace, rovnováha a schopnost předvídat.

## Závody
- Mezinárodní federace vodního lyžování a wakeboardingu (IWWF, dříve IWSF) je členem Mezinárodní asociace Světových her (IWGA), Mezinárodního olympijského výboru (MOV), dále organizací SportAccord a ARISF.

- Regina Jaquess (USA) byla nominována mezi osmnácti sportovci neolympijských sportů na ocenění Sportovec roku 2015[1]

### Česká stopa
- Český vodní lyžař Adam Sedlmajer žijící na Floridě, je několikanásobný mistr Evropy, v letech 2011 a 2015 se stal mistrem světa v kombinaci a v roce 2017 zvítězil na Světových hrách ve Vratislavi.